# Великорогозянська сільська рада
Великорогозя́нська сільська́ ра́да — адміністративно-територіальна одиниця та орган місцевого самоврядування в Золочівському районі Харківської області. Адміністративний центр — село Велика Рогозянка.

## Загальні відомості
- Великорогозянська сільська рада утворена в 1921 році.
- Територія ради: 75,56 км²
- Населення ради: 1 394 особи (станом на 2001 рік)
- Територією ради протікає річка Уди.

## Населені пункти
Сільській раді були підпорядковані населені пункти:
- с. Велика Рогозянка
- с. Гуринівка
- с. Сковородинівка

## Склад ради
Рада складалася з 16 депутатів та голови.
- Голова ради: Єлісеєв Анатолій Іванович
- Секретар ради: Данило Марія Петрівна

### Керівний склад попередніх скликань
| Прізвище, ім'я, по батькові | Основні відомості                                                                      | Дата обрання | Дата звільнення |
| --------------------------- | -------------------------------------------------------------------------------------- | ------------ | --------------- |
| Єлісеєв Анатолій Іванович   | Сільський голова, 1956 року народження, освіта вища, член Народно-демократичної партії | 26.03.2006   | 31.10.2010      |
| Єлісеєв Анатолій Іванович   | Сільський голова, 1956 року народження, освіта вища, член Партії регіонів              | 31.10.2010   |                 |

Примітка: таблиця складена за даними сайту Верховної Ради України

### Депутати
За результатами місцевих виборів 2010 року депутатами ради стали:

#### За суб'єктами висування
| Суб'єкт висування                                       | Кількість обраних депутатів | %    |
| ------------------------------------------------------- | --------------------------- | ---- |
| Партія регіонів                                         | 8                           | 50   |
| Політична партія Всеукраїнське об'єднання «Батьківщина» | 7                           | 43,8 |
| Самовисування                                           | 1                           | 6,3  |

#### За округами
| № округу                                                | Прізвище, ім'я, по батькові      | Дата визнання обраним | Освіта             | Партійна приналежність                        | Відомості про обраного депутата                                                                                   |
| ------------------------------------------------------- | -------------------------------- | --------------------- | ------------------ | --------------------------------------------- | --- |
| Партія регіонів                                         |                                  |                       |                    |                                               | |
| 3                                                       | Антонян Жора Григорович          | 01.11.2010            | середня спеціальна | позапартійний                                 | ЗАТ «АФ ім. Г. С. Сковороди», завгосп                                                                             |
| 4                                                       | Давиденко Віталій Валерійович    | 01.11.2010            | вища               | член Партії регіонів                          | Золочівське лісництво, майстер лісу                                                                               |
| 7                                                       | Лукаш Оксана Олексіївна          | 01.11.2010            | середня спеціальна | член Партії регіонів                          | Сковородинівський фельдшерсько-акушерський пункт, завідувачка                                                     |
| 8                                                       | Голубничий Володимир Іванович    | 01.11.2010            | середня спеціальна | член Партії регіонів                          | ЗАТ «АФ ім. Г. С. Сковороди», завідувачка МТФ № 2                                                                 |
| 9                                                       | Мартон Іван Іванович             | 01.11.2010            | середня            | член Партії регіонів                          | ЗАТ «АФ ім. Г. С. Сковороди», брига-дир тракт.бриг.                                                               |
| 12                                                      | Данило Марія Петрівна            | 01.11.2010            | середня спеціальна | член Партії регіонів                          | Великорого-зянська сільськарада, секре-тар                                                                        |
| 13                                                      | Яценко Ігор Анатолійович         | 01.11.2010            | середня            | член Партії регіонів                          | ЗАТ «АФ ім. Г. С. Сковороди», завідуючийПасі-кою                                                                  |
| 15                                                      | Овчаренко Іван Володимирович     | 27.12.2010            | середня            | член Партії регіонів                          | ЗАТ АФ ім. Сковороди, різноробочий                                                                                |
| Політична партія Всеукраїнське об'єднання «Батьківщина» |                                  |                       |                    |                                               | |
| 2                                                       | Твердохліб Микола Михайлович     | 01.11.2010            | вища               | позапартійний                                 | ЗАТ «АФ ім. Г. С. Сковороди», голов-ний агро-ном                                                                  |
| 5                                                       | Смиковський Василь Броніславович | 01.11.2010            | вища               | позапартійний                                 | ПСП"Мрія", дирек-тор                                                                                              |
| 6                                                       | Гончарова Валентина Миколаївна   | 14.11.2010            | вища               | член Всеукраїнського об'єднання «Батьківщина» | Сковородинівський сільський клуб, художній керівник                                                               |
| 10                                                      | Сіромаха Ніна Іванівна           | 01.11.2010            | середня            | член Всеукраїнського об'єднання «Батьківщина» | Поштового відділення села Гуринівка, оператора поштового зв'язку                                                  |
| 11                                                      | Колісник Борис Григорович        | 01.11.2010            | середня            | член Всеукраїнського об'єднання «Батьківщина» | тимчасово не працює                                                                                               |
| 14                                                      | Самойленко Ольга Володимирівна   | 01.11.2010            | середня            | член Всеукраїнського об'єднання «Батьківщина» | ССТ «Мрія», пода-вець                                                                                             |
| 16                                                      | Томенко Марія Станіславівна      | 01.11.2010            | середня            | член Всеукраїнського об'єднання «Батьківщина» | Великорогозянська амбулаторія сімейної медицини, молодшамедсестра                                                 |
| Самовисування                                           |                                  |                       |                    |                                               | |
| 1                                                       | Мицай Андрій Васильович          | 01.11.2010            | середня спеціальна | позапартійний                                 | ОКЗ «Літературно-меморіальний музей Г. С. Сково-роди», інже-нер по обслуговуван-ню склад-ної комп'ютерної техніки |